# Ruairi O'Connor
Ruairi O'Connor est un acteur irlandais né le 9 juillet 1991 à Howth.
Il commence sa carrière au théâtre en apparaissant dans de nombreuses comédies musicales, parmi lesquelles Sweeney Todd, West Side Story ou encore L'Éveil du printemps.
Il se faire connaître du petit écran dans les séries The Spanish Princess et The Morning Show puis au cinéma avec les films Teen Spirit, Un beau petit diable, Conjuring : Sous l'emprise du Diable et est attendu dans le biopic musical Clear Lake du réalisateur Bruce Beresford.

## Biographie
O'Connor a grandi à Howth , dans le comté de Dublin, en Irlande, jusqu'à la naissance de ses trois jeunes sœurs, Melanie, Ella et Nicola. Sa famille s'installe ensuite à la campagne lorsqu'il a 14 ans pour vivre dans un haras. Il a obtenu un baccalauréat en théâtre de la Lir Academy du Trinity College de Dublin en 2015.

### Carrière
O'Connor a commencé sa carrière lorsqu'il a joué le rôle de Niall dans le film de Lenny Abrahamson What Richard Did.
En 2016, il a eu un rôle invité dans la série RTÉ2 Can't Cope, Won't Cope et un rôle récurrent dans la série BBC Northern Ireland My Mother and Other Strangers. Il a décroché son premier grand rôle à la télévision en tant que Michael Vincent dans la série Sky One Delicious de 2016 à 2018. La même année, il a joué le rôle du tyran de l'école et de l'antagoniste principal Weasel dans le film pour adolescents Un beau petit diable.
O'Connor a joué aux côtés d'Elle Fanning dans le film Teen Spirit de 2018. En mai 2018, il a été annoncé qu'O'Connor jouerait le prince Henri Tudor (le futur Henri VIII) dans la mini-série Starz The Spanish Princess. Une deuxième série de huit épisodes a été commandée par Starz et le tournage a commencé en septembre 2019.
O'Connor a joué le rôle d'Arne Cheyenne Johnson (en) dans Conjuring : Sous l'emprise du Diable, sorti en 2021. Le film dépeint le cas réel de Johnson ; le premier accusé de meurtre dans l'histoire juridique américaine à plaider non coupable pour possession démoniaque.

### Vie privée
Ruairi O'Connor vit entre Londres et Dublin à cause de son métier d'acteur. Il est également connu pour être spécialisé dans l'utilisation de plusieurs accents en lien avec la langue anglaise. Il sait manier trois langues : l'anglais, le français et le gaélique (langue natale de l'Irlande). Son autre passion, en dehors du cinéma, est la musique. En effet, il sait jouer du piano, de la guitare, de la batterie (spécialisé dans les compositions de rock 'n' roll ou jazz) et a une voix de basse.
Il est en couple depuis 2019 avec Charlotte Hope, sa partenaire dans The Spanish Princess.

## Filmographie

### Cinéma

#### Longs-métrages
- 2012 : What Richard Die de Lenny Abrahamson : Niall
- 2016 : Un beau petit diable (Handsome Devill) de John Butler : Weasel
- 2018 : Teen Spirit de Max Minghella : Keyan Spears
- 2020 : Bons Baisers du tueur (The Postcard Killings) de Danis Tanović : Mac
- 2021 : Conjuring : Sous l'emprise du Diable (The Conjuring: The Devil Made Me Do It) de Michael Chaves : Arne Cheyenne Johnson
- 2022 : Clear Lake de Bruce Beresford : Buddy Holly[9]
- 2022 : Coup de foudre à Oxford (Surprised by Oxford) de Ryan Whitaker : Kent Weber
- 2023 : Rendez-vous royal (Royal Rendezvous) de  Christine Luby : James
- 2024 : King Frankie de par Dermot Malone : Fraser

#### Courts-métrages
- 2012 : Lost Propriety de Seda Crowdy et Finn Summer

### Télévision
- 2016 : Can't Cope, Won't Cope : Simon (invité-saison 1, épisode 1 "I Wanna Be Like You")
- 2016 : My Mother and Other Strangers : Andrew Black (3 épisodes)
- 2016-2017 : Délicious : Michael Vincent (rôle principal)[7],[10]
- 2017-2020 : The Spanish Princess : Henri VIII (rôle principal)[11]
- Depuis 2020 : The Morning Show : Ty Fitzgerald (rôle récurrent-saison 2)[12]
- 2025 : Sandman : Orphée (saison 2, épisodes 5 et 6)

## Théâtre

### Comédies-musicales
- Disco Inferno de Jaie Sepple mise en scène par Gareth Mahony : Heathcliffe
- Honk de Anthony Drewe et George Stiles mise en scène par Gerard Haugh : Bulfrog
- Sweeney Todd de Stephen Sondheim et Hugh Wheeler mise en scène par Gerry Haugh : Tobias
- Les Misérables de Claude-Michel Schönberg et Alain Boublil et Herbert Kretzmer mis en scène par Gerry Haugh : Marius
- High School Musical de David Simpatico et Bryan Louiselle mise en scène par Gareth Mahony : Troy
- West Side Story de Leonard Bernstein, Jérome Robbins et Stephen Sondheim mise en scène par Gerry Haugh : Tony
- L'Éveil du printemps (Spring Awakening) de Steven Sater et Duncan Sheik mise en scène par John Donnelly : Melchior

### Pièces
- L'Iles aux Trésors de Robert Louis Stevenson adapté et mise en scène par Gerard Haugh : Blackdog[13]
- Living Quarters de Brian Friel mise en scène par Conall Morrison : Ben
- Troïlus et Cressida (Troïlus and Cressida) de William Shakespeare mise en scène par Nona Shepphard : Achilles/Helen

## Voix françaises
| - Erwan Tostain dans : - Un beau petit diable - Bons Baisers du tueur - Martin Faliu dans : - The Morning Show (série télévisée) - Conjuring : Sous l'emprise du Diable | - Aurélien Raynal dans : - Teen Spirit - Sandman (série télévisée) Et aussi - Grégory Praet (Belgique) dans The Spanish Princess (série télévisée) - Tristan Robin dans Rendez-vous royal (téléfilm) |